# جيسيكا صامويلسون (منافسة ألعاب القوى)
جيسيكا صامويلسون (بالسويدية: Jessica Samuelsson)‏ هي منافسة ألعاب القوى سويدية، ولدت في 14 مارس 1985 في Nacka ‏ في السويد.

## وصلات خارجية
- جيسيكا صامويلسون على موقع الاتحاد الدولي لألعاب القوى (الإنجليزية)
- جيسيكا صامويلسون على موقع الدوري الماسي (الإنجليزية)
- جيسيكا صامويلسون على موقع أوليمبيديا (الإنجليزية)
- جيسيكا صامويلسون على موقع اللجنة الأولمبية السويدية (السويدية)